# Karl Ove Knausgård
Karl Ove Knausgård (uttal: /ˈkɑːɭ ˈuːvə ˈknæʉsˌgɔːɾ/), född 6 december 1968 i Oslo, är en norsk författare. Han är främst uppmärksammad för sin romansvit Min kamp, vilken översatts till 35 språk och bara i Norge sålts i över 500 000 exemplar. År 2019 tilldelades han Svenska Akademiens nordiska pris. Det sk Lilla Nobelpriset.

## Biografi

### Bakgrund
Knausgård är uppvuxen på ön Tromøya vid Arendal. Han har studerat konsthistoria och litteraturvetenskap vid Universitetet i Bergen. Han har även tillbringat ett år vid Skrivekunstakademiet i Hordaland.

### Författarskap
Han debuterade litterärt 1998 med romanen Ute av verden, som fick stor uppmärksamhet och belönades med Kritikerpriset (som första debutant). År 2005 nominerades han till Nordiska rådets litteraturpris för sin andra roman, En tid för allt. 
Knausgårds tredje roman, Min kamp, är en självbiografisk romansvit i sex fristående band. För den första delen belönades han med det norska litterära priset, Brageprisen, utsågs till en av de senaste tio årens bästa böcker i Verdens Gang samt utsågs av Morgenbladets läsare till årets bok 2009. Första delen handlar om Knausgårds uppgörelse med sin far och har skapat stor debatt i Norge.
Knausgård har gett ut två essäsamlingar med foton av Thomas Wågström. 2012 kom Alt som er i himmelen, 2014 Nakker (båda på norska). Den förstnämnda kom samma år ut i en tvåspråkig, engelsk-svensk översättning, medan den sistnämnda översattes till svenska 2014.
2014 gav Knausgård och Fredrik Ekelund tillsammans ut en bok bestående av duons brevväxling under fotbolls-VM 2014. Boken, som gavs ut samtidigt på svenska och norska, fick på svenska titeln Hemma – borta. Bokprojektet avslöjades redan före VM-turneringen. 
År 2015 (17 år efter originalutgåvan) kom hans debutbok ut i svensk översättning, under titeln Ut ur världen. Bokens tema, där den 26-årige huvudpersonen erkänner sin dragning till en 13-årig flicka, väckte efter den svenska utgivningen stor uppmärksamhet och debatt. Knausgård svarade på kritiken i en artikel i Dagens Nyheter där han gick till häftigt angrepp mot den svenska debattens trångsynthet.
2015–2016 utgav han fyra böcker som var planerade som brev till hans ofödda dotter: Om hösten, Om vintern, Om våren och Om sommaren. Brevupplägget i årstidsböckerna övergavs dock halvvägs till förmån för mer regelrätt självbiografiska romaner i de två sista delarna.
2017 utgav han Så mycket längtan på så liten yta, en essä om konstnären Edvard Munch som ursprungligen skrevs för utställningen han sammanställde för Munchmuseet i Oslo. 2019 utkom Fåglarna under himlen, en kortroman inspirerad av Henrik Ibsens Peer Gynt.
2019 blev Karl Ove Knausgård som förste norske författare utsedd att medverka i Framtidsbiblioteket med ett verk som ska bevaras hemligt och publiceras år 2114.

### Övrigt
Han var sommarpratare i Sveriges Radios Sommar i P1 14 augusti 2011.

### Familj
Knausgård har varit gift med journalisten Tonje Aursland, ett äktenskap som han skrev om i Min kamp. Aursland tog illa vid sig av att bli omskriven och 2010 sändes dokumentären Tonjes version – en radiodokumentär om att bli ofrivillig romanfigur i norsk radio. Knausgård gifte sig 2007 med den svenska författaren Linda Boström Knausgård och har tillsammans med henne fyra barn. Paret separerade 2016. Han bor numera (2019) i London och är gift med förlagschefen Michal Shavit. Paret har en gemensam son.

## Priser och utmärkelser
- 1998 – Kritikerpriset för Ute av verden[3]
- 1999 – Bjørnsonstipendet för Ute av verden
- 2004 – P2-lyssnarnas romanpris för En tid for alt[3]
- 2005 – Sørlandets litteraturpris för En tid for alt[3]
- 2009 – Bragepriset för Min kamp. Første bok[3]
- 2009 – P2-lyssnarnas romanpris för Min kamp. Første bok
- 2010 – Sørlandets litteraturpris för Min kamp (band 1–3)
- 2011 – Klassekampens kulturpris
- 2011 – Gyldendalpriset[3]
- 2012 – Aust-Agder fylkeskulturpriset[3]
- 2015 – Wall Street Journal Magazine’s Annual Innovator Award for Litteratur
- 2019 – Svenska Akademiens nordiska pris[20]
- 2023 – Jan Myrdals stora pris – Leninpriset